# 広島県道35号音戸倉橋線
広島県道35号音戸倉橋線（ひろしまけんどう35ごう おんどくらはしせん）は、広島県呉市音戸町引地1丁目と倉橋町鹿老渡を結ぶ県道（主要地方道）である。

## 概要
国道487号昇格の際、国道487号にならなかった広島県道36号音戸沖美線の一部（呉市音戸町引地1丁目 - 呉市音戸町早瀬1丁目間）と広島県道35号呉倉橋島線の一部（呉市音戸町藤脇2丁目 - 呉市倉橋町本浦間）、そして広島県道284号鹿老渡本浦線の全線が一本の県道に統合され、1994年（平成6年）に成立した。音戸大橋から早瀬大橋の間は、倉橋島の東側を通る国道487号と対に倉橋島の西側を通り、早瀬大橋で再び国道487号と交わる。
広島県道285号宮ノ口瀬戸線および広島県道286号中大迫清田線とは呉市道により接続。したがって広島県最南端の有人島・鹿島へは県道路線は通じていない。

### 路線データ
- 起点：呉市音戸町引地1丁目（音戸大橋下交差点、国道487号交点）
- 終点：呉市倉橋町鹿老渡
- 総延長：約25.7 km

## 歴史
- 1993年（平成5年）5月11日 - 建設省から、県道音戸沖美線の一部・県道呉倉橋島線の一部・県道鹿老渡本浦線が音戸倉橋線として主要地方道に指定される[1]。

## 路線状況
倉橋島東岸を通る国道487号よりは道路事情は早くから改良されている。
現状、倉橋町本浦以北は改良が済んでおり、最後まで改良が残っていた、呉市音戸町藤脇から呉市倉橋町釣士田の区間は釣士田バイパスとして、接続する国道487号藤脇バイパスと合わせて2011年3月30日に開通した。
倉橋町本浦から先は1.5車線程度の道幅が続くが、所々改良がなされている。

### 重複区間
- 国道487号（呉市音戸町引地1丁目・音戸大橋下交差点 - 呉市音戸町渡子1丁目・渡子交差点）
- 国道487号（呉市音戸町早瀬1丁目・早瀬大橋東口交差点 - 呉市音戸町藤脇1丁目・藤脇交差点）
- 広島県道283号倉橋大向釣士田港線（呉市倉橋町釣士田 - 呉市倉橋町宇和木）

### トンネル
- 日附トンネル (35m) 旧：音戸町坪井 - 渡子・国道487号重複区間
- 渡子トンネル (91m) 旧：音戸町渡子
- 若宮トンネル (361m) 旧：音戸町藤脇・国道487号重複区間
- 黄幡トンネル (104m) 旧：音戸町藤脇・国道487号重複区間
- 宇和木トンネル (820m) 1995年開通。 旧：倉橋町宇和木 - 上河内
- 桂濱隧道 (128m) 旧：倉橋町

## 地理

### 通過する自治体
- 呉市

### 交差する道路
| 交差する道路                                          | 交差する場所                  | 交差する場所            |
| ----------------------------------------------------- | ----------------------------- | ----------------------- |
| 国道487号 国道487号 / 警固屋音戸バイパス 重複区間起点 | 音戸町引地（ひきじ）1丁目     | 音戸大橋下交差点 / 起点 |
| 国道487号 / 警固屋音戸バイパス 重複区間終点           | 音戸町渡子（とのこ）1丁目     | 渡子交差点              |
| 国道487号 重複区間起点                                | 音戸町早瀬1丁目               | 早瀬大橋東口交差点      |
| 国道487号 重複区間終点                                | 音戸町藤脇（ふじのわき）1丁目 | 藤脇交差点              |
| 広島県道283号倉橋大向釣士田港線 重複区間起点          | 倉橋町                        |                         |
| 広島県道283号倉橋大向釣士田港線 重複区間終点          | 倉橋町                        |                         |
| 広島県道283号倉橋大向釣士田港線                       | 倉橋町                        | 本浦交差点              |
| 呉市道赤石線                                          | 倉橋町                        |                         |
| 呉市道鹿老渡鹿島線 / 鹿島大橋                         | 倉橋町                        | 終点                    |

### 沿線にある施設など

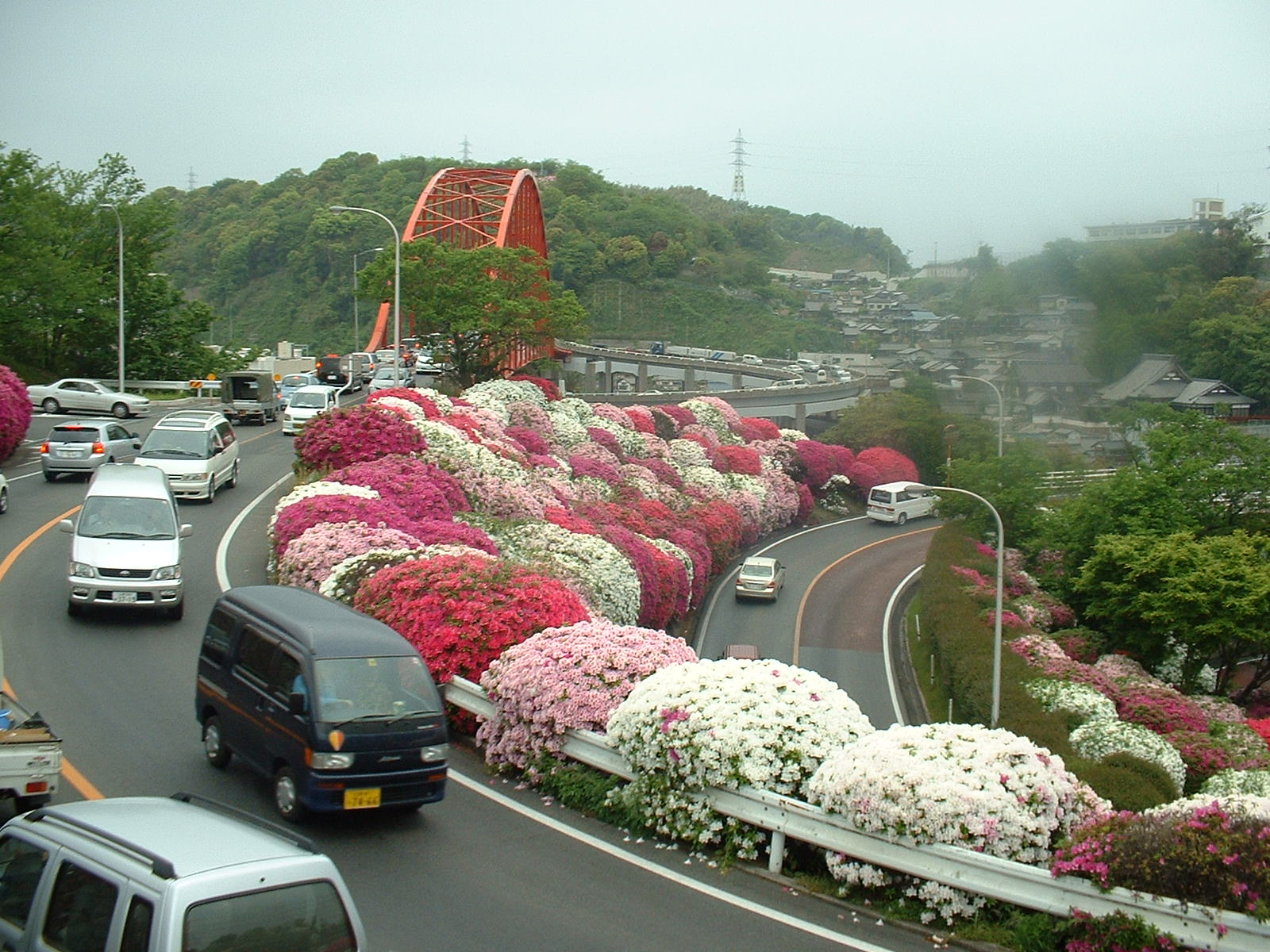
音戸大橋（2006年5月撮影）

- 音戸大橋
- 早瀬大橋

### 名所・旧跡・観光地
呉市倉橋町桂浜には日本最古の洋式ドックの跡がある。
- 長門の造船歴史館
- 桂ヶ浜海水浴場
- 鹿老渡（江戸時代、九州の大名が参勤交代の際に立ち寄った港町）